# برند گورسکی
برند گورسکی (انگلیسی: Bernd Gorski؛ زادهٔ ۴ اکتبر ۱۹۵۹) بازیکن فوتبال اهل آلمان است.
از باشگاه‌هایی که در آن بازی کرده‌است می‌توان به باشگاه فوتبال پادربورن، باشگاه فوتبال هانوفر ۹۶، باشگاه فوتبال هامبورگ، و باشگاه فوتبال آینتراخت برانشوایگ اشاره کرد.
وی همچنین در تیم‌های ملی فوتبال جوانان آلمان و زیر ۲۱ سال آلمان بازی کرده‌است.